# Orienteering USA
Orienteering USA ist der nationale Orientierungslaufdachverband der Vereinigten Staaten. Gegründet wurde der Verband am 1. August 1971 und trug bis August 2010 die Bezeichnung United States Orienteering Federation (USOF).

## Geschichte
Die USOF wurde am 1. August 1971 gegründet. Die ersten Wettkämpfe in dieser Sportart auf US-amerikanischem wurden zwischen 1941 und 1943 vom finnischen Offizier Piltti Heiskanen veranstaltet. Der erste bekannte öffentliche Orientierungslauf fand am 5. November 1967 in Valley Forge in Pennsylvania statt. Einen bedeutenden Einfluss auf den Orientierungslauf in den Vereinigten Staaten hatte auch der Kompassfabrikant Björn Kjellström, der 1971 zu den Mitgründern der USOF gehörte. 1973 wurde die USOF in die International Orienteering Federation (IOF) aufgenommen.

## Organisierte Meisterschaften
Orientierungslauf:
- Orientierungslauf-Weltmeisterschaften 1993 in West Point, New York

- Masters-Orientierungslauf-Weltmeisterschaften 1997 in Minnesota

- Orientierungslauf-Nordamerikameisterschaften 2012 im Delaware Water Gap, Pennsylvania

Ski-Orientierungslauf:
- Ski-Orientierungslauf-Nordamerikameisterschaften 2012 in Bear Valley und Lake Tahoe, Kalifornien

## Präsidenten
- 1971–1973: Philip Schloss Jr.
- 1973–1975: Jack Dyess
- 1975–1977: Dick Adams
- 1977–1979: Aloysius van Staveren
- 1979–1983: Cindy Fuller
- 1983–1985: Al Smith
- 1985–1989: Per Stensby
- 1989–1991: Sam Burd Jr.
- 1991–1995: Larry Pedersen
- 1995–1997: Rick Worner
- 1997–1999: Gary Kraght
- 1999–2007: Chuck Ferguson
- 2007–2011: Clare Durand
- seit 2011: Peter Goodwin (amtierend bis 2015)